# Tomislav Uzelac
Tomislav Uzelac je hrvatski programer koji je 1997. godine napravio AMP MP3 Playback Engine koji se smatra prvim MP3 playerom. Dva američka studenta, Justin Frankel i Dmitry Boldyrev prilagodili su AMP za rad na Windowsima i nazvali ga WinAMP. Pušten u uporabu 1998. ovaj izum omogućio je široku primjenu MP3 formata.